# Теплосервісна організація
Теплосервісна організація — суб'єкт господарської діяльності з технічного обслуговування засобів виробництва, транспортування та споживання теплової енергії.
Теплогенеруюча організація має право постачати вироблену теплову енергію безпосередньо споживачу згідно з договором купівлі-продажу. У разі якщо така організація не є
теплотранспортуючою, то теплотранспортуюча організація не має права відмовити теплогенеруючій організації у транспортуванні теплової енергії, якщо це дозволяють технічні можливості системи.